# Elezioni regionali in Piemonte del 1970
Le elezioni regionali in Piemonte del 1970 si tennero il 7-8 giugno.

## Risultati elettorali
| Liste                                                    | Voti      | %     | Seggi |
| -------------------------------------------------------- | --------- | ----- | ----- |
| Democrazia Cristiana (DC)                                | 1.029.883 | 36,71 | 20    |
| Partito Comunista Italiano (PCI)                         | 727.619   | 25,93 | 13    |
| Partito Socialista Italiano (PSI)                        | 296.219   | 10,56 | 5     |
| Partito Socialista Unitario (PSU)                        | 231.121   | 8,24  | 4     |
| Partito Liberale Italiano (PLI)                          | 225.395   | 8,03  | 4     |
| Movimento Sociale Italiano (MSI)                         | 92.951    | 3,31  | 2     |
| Partito Socialista Italiano di Unità Proletaria (PSIUP)  | 87.473    | 3,12  | 1     |
| Partito Repubblicano Italiano (PRI)                      | 87.100    | 3,10  | 1     |
| Partito Democratico Italiano di Unità Monarchica (PDIUM) | 28.025    | 1,00  | -     |
| Totale                                                   | 2.805.786 |       | 50    |

| Riepilogo dei seggi | Riepilogo dei seggi | Riepilogo dei seggi | Riepilogo dei seggi | Riepilogo dei seggi | Riepilogo dei seggi | Riepilogo dei seggi |
| ------------------- | ------------------- | ------------------- | ------------------- | ------------------- | ------------------- | ------------------- |
|                     |                     |                     |                     |                     |                     |                     |
| PCI                 | 13                  | N/A                 |                     | PSIUP               | 1                   | N/A                 |
| PSI                 | 5                   | N/A                 |                     | PSU                 | 4                   | N/A                 |
| PRI                 | 1                   | N/A                 |                     | DC                  | 20                  | N/A                 |
| PLI                 | 4                   | N/A                 |                     | MSI                 | 2                   | N/A                 |

## Affluenza
| Provincia   | Affluenza |
| ----------- | --------- |
| Piemonte    | 94,49%    |
| Alessandria | 95,70%    |
| Asti        | 95,19%    |
| Cuneo       | 94,72%    |
| Novara      | 94,84%    |
| Torino      | 93,97%    |
| Vercelli    | 94,69%    |

## Consiglieri eletti
| Collegio    | Lista                     | Lista                                           | Eletto                      |
| ----------- | ------------------------- | ----------------------------------------------- | --------------------------- |
| Torino      |                           | Democrazia Cristiana                            | Edoardo Calleri di Sala     |
| Torino      | Gianni Oberto Tarena      | Democrazia Cristiana                            |                             |
| Torino      | Domenico Conti            | Democrazia Cristiana                            |                             |
| Torino      | Mauro Chiabrando          | Democrazia Cristiana                            |                             |
| Torino      | Enzo Garabello            | Democrazia Cristiana                            |                             |
| Torino      | Anna Maria Vietti         | Democrazia Cristiana                            |                             |
| Torino      | Domenico Bertorello       | Democrazia Cristiana                            |                             |
| Torino      | Augusto Dotti             | Democrazia Cristiana                            |                             |
| Torino      |                           | Partito Comunista Italiano                      | Adalberto Minucci           |
| Torino      | Giovanni Furia            | Partito Comunista Italiano                      |                             |
| Torino      | Giorgio Lo Turco          | Partito Comunista Italiano                      |                             |
| Torino      | Antonio Berti             | Partito Comunista Italiano                      |                             |
| Torino      | Luigi Rivalta             | Partito Comunista Italiano                      |                             |
| Torino      | Francesco Revelli         | Partito Comunista Italiano                      |                             |
| Torino      |                           | Partito Socialista Italiano                     | Paolo Battino Vittorelli    |
| Torino      | Nerio Nesi                | Partito Socialista Italiano                     |                             |
| Torino      |                           | Partito Socialista Unitario                     | Terenzio Magliano           |
| Torino      |                           | Partito Liberale Italiano                       | Cesare Rotta                |
| Torino      | Valerio Zanone            | Partito Liberale Italiano                       |                             |
| Torino      |                           | Movimento Sociale Italiano                      | Domenico Curci              |
| Torino      |                           | Partito Repubblicano Italiano                   | Aldo Gandolfi               |
| Torino      |                           | Partito Socialista Italiano di Unità Proletaria | Mario Giovana               |
| Alessandria |                           | Democrazia Cristiana                            | Angelo Armella              |
| Alessandria | Adriano Bianchi           | Democrazia Cristiana                            |                             |
| Alessandria |                           | Partito Comunista Italiano                      | Luciano Raschio             |
| Alessandria | Domenico Marchesotti      | Partito Comunista Italiano                      |                             |
| Alessandria |                           | Partito Socialista Italiano                     | Claudio Simonelli           |
| Alessandria | Angelo Mario De Benedetti | Partito Socialista Italiano                     |                             |
| Alessandria |                           | Partito Liberale Italiano                       | Armando Gerini              |
| Asti        |                           | Democrazia Cristiana                            | Stanislao Menozzi           |
| Asti        | Giovanni Borello          | Democrazia Cristiana                            |                             |
| Asti        |                           | Partito Comunista Italiano                      | Bruno Ferraris              |
| Cuneo       |                           | Democrazia Cristiana                            | Giuseppe Chiaffredo Glietta |
| Cuneo       | Giovanni Mario Falco      | Democrazia Cristiana                            |                             |
| Cuneo       | Albertina Soldano         | Democrazia Cristiana                            |                             |
| Cuneo       | Ettore Paganelli          | Democrazia Cristiana                            |                             |
| Cuneo       |                           | Partito Socialista Italiano                     | Aldo Viglione               |
| Cuneo       |                           | Partito Liberale Italiano                       | Giuseppe Fassino            |
| Novara      |                           | Democrazia Cristiana                            | Vittorio Beltrami           |
| Novara      | Carlo Borando             | Democrazia Cristiana                            |                             |
| Novara      |                           | Partito Comunista Italiano                      | Bernardo Sanlorenzo         |
| Novara      | Sereno Bono               | Partito Comunista Italiano                      |                             |
| Novara      |                           | Partito Socialista Italiano                     | Mario Fonio                 |
| Novara      |                           | Partito Socialista Unitario                     | Giulio Cardinali            |
| Novara      |                           | Movimento Sociale Italiano                      | Carlo Carazzoni             |
| Vercelli    |                           | Democrazia Cristiana                            | Luigi Petrini               |
| Vercelli    | Pierino Franzi            | Democrazia Cristiana                            |                             |
| Vercelli    |                           | Partito Comunista Italiano                      | Pietro Besate               |
| Vercelli    | Pierina Carmen Fabbris    | Partito Comunista Italiano                      |                             |